# Postnord Vårgårda WestSweden RR
La Postnord Vårgårda WestSweden RR (Road Race) es una carrera de ciclismo de un día femenina que en conjunto con una contrarreloj por equipos denominada como Postnord Vårgårda WestSweden TTT (Team Time Trial) se disputa en la aglomeración urbana de Vårgårda (provincia de Västra Götaland) y sus alrededores a finales del mes de julio o principios de agosto.
La carrera de un día se creó en el año 2006 bajo la denominación de Open de Suède Vårgårda y la contrarreloj por equipos se creó en 2008 con el nombre oficial de Open de Suède Vårgårda TTT para diferenciarla de su homónima de un día. Desde su creación, ambas pruebas fueron puntuables para la Copa del Mundo femenina hasta el año 2016 en donde las 2 competencias pasaron a formar parte del UCI WorldTour Femenino con la creación de dicho circuito. Así mismo en 2016 ambas carrera cambiaron su nombre a Crescent Vårgårda y posteriormente en el año 2018 volvieron a cambiar si nombre al de Postnord Vårgårda WestSweden con motivo de cambio de patrocinador. No siempre las pruebas se han disputado en orden particular pero siempre manteniendo 2 días de diferencia entre una y otra.

## Palmarés
| Año                          | Ganador              | Segundo           | Tercero          |           |
| ---------------------------- | -------------------- | ----------------- | ---------------- | --------- |
| Open de Suède Vårgårda       |                      |                   |                  |           |
| 2006                         | Susanne Ljungskog    | Nicole Cooke      | Monica Holler    |           |
| 2007                         | Chantal Beltman      | Karin Thürig      | Noemi Cantele    |           |
| 2008                         | Kori Kelley Seehafer | Kimberly Anderson | Charlotte Becker |           |
| 2009                         | Marianne Vos         | Kirsten Wild      | Emma Johansson   |           |
| 2010                         | Kirsten Wild         | Adrie Visser      | Emma Johansson   |           |
| 2011                         | Annemiek van Vleuten | Ellen van Dijk    | Nicole Cooke     |           |
| 2012                         | Iris Slappendel      | Hanka Kupfernagel | Marianne Vos     |           |
| 2013                         | Marianne Vos         | Emma Johansson    | Amy Pieters      |           |
| 2014                         | Chantal Blaak        | Amy Pieters       | Roxane Knetemann |           |
| 2015                         | Jolien D'Hoore       | Giorgia Bronzini  | Lisa Brennauer   |           |
| Crescent Vårgårda            |                      |                   |                  |           |
| 2016                         | Emilia Fahlin        | Lotta Lepistö     | Chantal Blaak    |           |
| 2017                         | Lotta Lepistö        | Marianne Vos      | Leah Kirchmann   |           |
| Postnord Vårgårda WestSweden |                      |                   |                  |           |
| 2018                         | Marianne Vos         | Kirsten Wild      | Lotta Lepistö    |           |
| 2019                         | Marta Bastianelli    | Marianne Vos      | Lorena Wiebes    |           |
| 2020                         | cancelada            | cancelada         | cancelada        | cancelada |
| 2021                         | cancelada            | cancelada         | cancelada        | cancelada |
| 2022                         | Audrey Cordon-Ragot  | Pfeiffer Georgi   | Valerie Demey    |           |
| 2023                         | cancelada            | cancelada         | cancelada        | cancelada |

## Palmarés por países
| País           | Victorias |
| -------------- | --------- |
| Países Bajos   | 8         |
| Suecia         | 2         |
| Estados Unidos | 1         |
| Bélgica        | 1         |
| Finlandia      | 1         |
| Italia         | 1         |
| Francia        | 1         |